# Никола I
Никола I Петрович (на сръбски: Никола I Мирков Петровић-Његош) e княз (1860 – 1910), а след това крал (1910 до 1918) на Черна гора. Той е също така и поет, известен най-вече с популярната черногорска песен Там, ей там (на сръбски: Онамо, 'намо).

## Произход
Никола Петрович е роден в село Негуши, в старото владение на управляващата династия Петровичи. Баща му, Мирко Петрович-Негош е знаменит черногорски воин, брат на владетеля на Черна гора Данило I, който не оставя мъжко потомство. След като баща му се отказва от претенции за трона, властта се поема от Никола Петрович.

## Биография
Принц Никола, който от ранна възраст се занимава с атлетика и бойни изкуства, прекарва част от ранното си детство в Триест, в дома на рода Кустич, към който принадлежи неговата леля, княгиня Даринка – съпруга на Данило I. Княгиня Дарина е ревностна привърженичка на френската култура и по нейно настояване младият Никола Петрович е изпратен в лицея Louis-le-Grand в Париж. Докато е там, чичо му Данило I е убит, Никола наследява престола и на 13 август 1860 г. е провъзгласен за княз. През ноември 1860 година се жени за Милена – дъщеря на войводата Петър Вукотич.
В последвалите години той извършва редица реформи в черногорската армия, администрация и образователна система. Държавата е въвлечена в редица войни с Османската империя в периода 1862 – 1878 година. През 1867 г. Никола се среща с император Наполеон III в Париж, а през 1868 г. предприема пътуване до Русия, където е приет и от цар Александър II. По-късно посещава кралскитедворове в Берлин и Виена. Усилията му да спечели симпатиите на руското императорско семейство се оказват благотворни за Черна гора. Значителни дарения са отпуснати от царя и царицата за образователни и други цели, както и припаси от оръжия и амуниции.
През 1871 г. княз Долгоруков пристига в Черна гора на специална царска мисия, като раздава значителни суми пари на населението.
При неговото управление през Балканската война Черна гора участва на страната на съюзниците. При избухването на Първата световна война през 1914 г., Черна гора е първата държава, която помага на Сърбия да изтласка австрийските сили от Балканите. След войната Черна гора заедно с други славянски страни образуват Кралството на сърби, хървати и словени, преименувано през 1929 година в Югославия.

## Изгнание
През 1918 г. крал Никола е изпратен в изгнание в Париж, но продължава да предявява претенции към черногорския трон, до смъртта си в Антиб през 1921 година. Погребан е в Италия. През 1989 г. останките на крал Никола, кралица Милена и на две от дванадесетте им деца са препогребани в Черна гора.

## Династична проекция в България
Княз Никола е прадядо по майчина линия на Симеон Сакскобургготски и Мария Луиза Българска.